# František Maria z Thun-Hohensteinu
František de Paula Maria hrabě z Thun-Hohensteinu (německy Franz de Paula Maria Graf von Thun und Hohenstein, 2. března 1868, Praha – 5. října 1934, Bratislava) byl český šlechtic, politik a rakousko-uherský státní úředník. Během svého působení ve státních službách zastával řadu funkcí v různých zemích rakousko-uherského císařství, po zániku monarchie pomáhal likvidovat agendu bývalého c.k. ministerstva vnitra ve Vídni.

## Životopis
Pocházel z děčínské větve starého česko-italského šlechtického rodu Thun-Hohensteinů, a narodil se jako nejstarší z osmi dětí Zdenka Františka z Thun-Hohensteinu (1842–1906).
Vystudoval práva na Univerzitě Karlově a do státní služby vstoupil v roce 1892, nejprve byl úředníkem na českém místodržitelství, poté působil u okresního hejtmanství v Ústí nad Labem.
V letech 1899–1902 byl místodržitelským tajemníkem v Zadaru a v Praze, mezitím krátce pracoval na ministerstvu orby ve Vídni. V letech 1902–1905 byl okresním hejtmanem v Mnichově Hradišti a poté v Náchodě (1905–1906). V letech 1906–1910 působil u zemské školské rady na českém místodržitelství a v letech 1907–1911 byl také poslancem českého zemského sněmu. Poslaneckého mandátu se vzdal v roce 1911, kdy byl povolán na ministerstvo kultu a vyučování do Vídně, od roku 1911 byl pak dvorním radou u dalmatského místodržitelství v Zadaru. V Zadaru byl v letech 1914–1918 viceprezidentem místodržitelského úřadu, ve stejné funkci byl v roce 1918 povolán do Vídně na dolnorakouské místodržitelství.
Po zániku monarchie byl v listopadu 1918 odeslán na dlouhodobou dovolenou, ale po roce 1919 ještě působil ve Vídni při likvidaci c.k. ministerstva vnitra. Ve svých úřadech v Čechách působil též v řadě dalších institucí, například jako komisař městských spořitelen v Mnichově Hradišti a Náchodě. V roce 1917 obdržel Řád Františka Josefa.
V roce 1899 se v Tridentu oženil s hraběnkou Marií Terezií z Thun-Hohensteinu (1880–1975) z tyrolské rodové větve. Měli spolu tři děti.